# فرودگاه منطقه‌ای سیرا بلانکا
فرودگاه منطقه‌ای سیرا بلنکا (به انگلیسی: Sierra Blanca Regional Airport) یک فرودگاه همگانی بهره‌برداری هوایی با کد یاتا RUI است که یک باند فرود آسفالت دارد و طول باند آن ۲۴۶۹ متر است. این فرودگاه در کشور ایالات متحده آمریکا قرار دارد و در ارتفاع ۲۰۷۷ متری از سطح دریا واقع شده است.